# Маленькая красная точка (галактика)

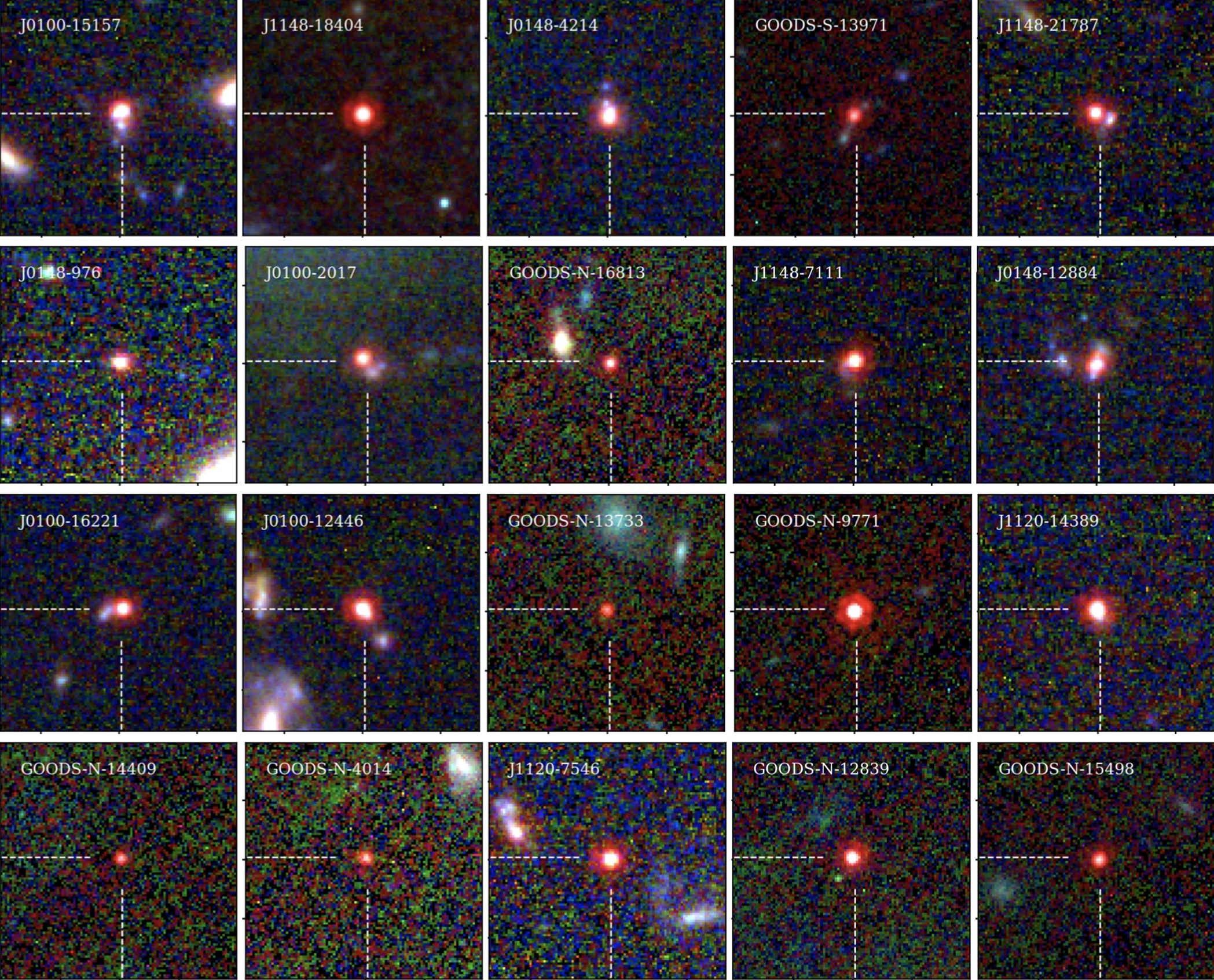
Изображение 20 галактик типа "маленькие красные точки" в условных цветах

Маленькие красные точки (МКТ) — это класс небольших галактик с красным оттенком, открытых космическим телескопом Джеймса Уэбба. Их открытие было опубликовано в марте 2024 года, и в настоящее время они плохо изучены. По-видимому, они существовали между 0,6 и 1,6 миллиардами лет после Большого взрыва, от 13,2 до 12,2 миллиардов лет назад.
Первые объекты этого типа отобраны фотометрическими методами, поскольку они имеют синий цвет в ультрафиолетовом диапазоне и красный в оптическом спектре. Но вскоре было обнаружено, что 80% из них имеют очень широкие линии бальмеровского излучения, что позволяет предположить, что они являются активными ядрами галактик и содержат в своем центре сверхмассивные чёрные дыры.
Однако МКТ также проявляют свойства, которые трудно объяснить в рамках сценария активных галактических ядер. Например, они имеют плоский инфракрасный спектр и не обнаруживают рентгеновских лучей. МКТ также демонстрируют очень слабую изменчивость во времени, часто наблюдаемую при наблюдении активных ядер галактик.

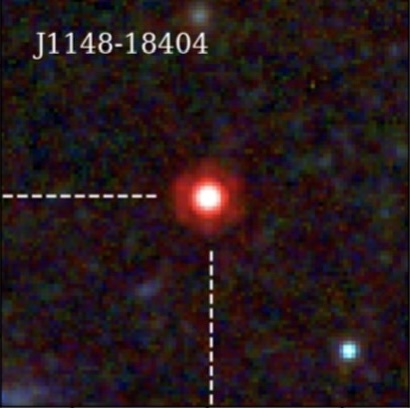
Галактика МКТ J1148-18404 в условных цветах (что связанно с использованием монохроматических фильтров при наблюдении на телескопах)

Газ в МКТ вращается чрезвычайно быстро, со скоростью около 1000 км/с, что указывает, что это могут быть аккреционные диски вокруг сверхмассивных чёрных дыр. Большинство из них также невелики, обычно около 2% радиуса Млечного Пути. При этом оценки соотношения масс центральных свермассивных чёрных дыр (СЧД) со звёздным населением таких галактик аномально высокое и оценки дают, что до 10 % массы приходится на чёрные дыры. В окружающих нас галактиках и там, где была определена масса СЧД, на долю этих объектов приходится не более 0,01 % массы.
Было предложено несколько моделей, чтобы объяснить наблюдаемые свойства таких объектов. Все модели сходятся на том, что данные объекты представляют собой активные ядра галактик, а форма ультрафиолетового спектра и аномальное покраснение могут быть объяснены активным звёздообразованием в очень компактной родительской галактике, быстроакрецирующими сверхмассивными чёрными дырами, большими количествами относительно горячей пыли и связанными с этим поглощением излучения и отличаются лишь разным соотношением этих факторов.
Вероятно, что галактики типа «маленькая красная точка» являются более ранними аналогами галактик-горошин в более современной (поздней) вселенной — очень небольшими галактиками с высоким темпом звёздообразованием (типичное значение ~10M⊙ в год, что примерно на порядок больше, чем в нашей Галактике, которая гораздо больше и массивнее них), зеленоватый цвет которых обусловлен запрещённой эмиссионной линией дважды ионизированного кислорода.